# Viktor Prodell
Viktor Juhani Prodell, född 29 februari 1988, är en svensk före detta fotbollsspelare (anfallare).

## Karriär
Prodell inledde sin professionella karriär i Åtvidabergs FF säsongen 2009 efter att ha imponerat stort i division 2-laget Eskilstuna City när Han skrev på för två år vid årsskiftet 2008/2009. Prodell gjorde 5 mål under sin debutsäsong i Superettan 2009. ÅFF var ett topplag hela säsongen och gick upp i Allsvenskan. 
Väl i Allsvenskan hade man det tyngre, och  klubben åkte ur serien. Prodell gjorde 2 mål. Allsvenskan. 
Efter att återigen lyckats ta sig upp i Allsvenskan etablerade ÅFF sig ordentligt. Prodell öste, i annfallspar med Magnus Eriksson in mål och var en av seriens bästa spelare 2012 då han slutade 3:a i Allsvenska skytteligan med sina 15 mål.
Prodell belönades med en plats på Januariturnén 2013 med svenska landslaget och gjorde sin landslagsdebut mot Finland.
I Allsvenskan 2013 spelade han 16 matcher och pangade in starka 7 mål innan han under sommarens transferfönster såldes till belgiska KV Mechelen. Prodell spelade totalt 71 Allsvenska matcher och gjorde 24 mål och 4 assist för Åtvidabergs FF. Han spelade 60 seriematcher i Superettan och gjorde under dessa 12 mål.
Efter en tyngre tid, med tränarbyten och allmän turbulens, lånades Prodell i mars 2014 ut till IF Elfsborg över säsongen 2014. 
Den 31 mars debuterade Prodell för de gul-svarta (mot sin tidigare klubb Åtvidabergs FF) och den 28 april gjorde Prodell sitt första mål för sin nya klubb i 4-1-vinsten över Halmstad 1 maj. 
Säsongens höjdpunkt var när Elfsborg vann Svenska Cupen och därmed kvalificerade sig för Europaspel. Prodell var starkt bidragande då han stod för ett hattrick när IF Elfsborg vann semifinalen mot IK Sirius FK.
Prodell har hittills slutat topp 10 i allsvenska skytteligan 3 gånger och som bäst slutat på en tredjeplats. Säsongen 2016 var Prodell länge med och slogs om titeln, men slutade till sist fyra.
Den 24 januari 2019 värvades Prodell av Örebro SK, där han skrev på ett tvåårskontrakt. Den 4 januari 2020 värvades Prodell av vietnamesiska Ho Chi Minh City. Den 29 september 2020 värvades Prodell av Västerås SK, där han skrev på ett kontrakt över resten av säsongen. I januari 2021 förlängde Prodell sitt kontrakt med två år. Efter säsongen 2022 meddelade Prodell att han avslutar karriären.

## Målvakt
Viktor Prodell är en av de få svenska forwards som blivit tvungna att stå i mål under en tävlingsmatch. Efter att Elfsborg, i matchen mot mot Landskrona BoIS i svenska cupen, fått sin målvakt utvisad i den 90:e minuten vid ställningen 3-3 fanns ingen annan utväg. Man hade gjort alla tre byten inför förlängningen och då drog Prodell på sig handskarna och efter ett sent förlängningsmål vann Elfsborg med 4-3 och Prodell hade hållit nollan.